# Дом на Тамаева, 40
Дом на Тамаева, 40 — памятник архитектуры во Владикавказе, Северная Осетия. Выявленный объект культурного наследия России и культурного наследия Северной Осетии. Находится в историческом центре города на улице Тамаева, д. 40.
В этом здании с июня 1899 до 1918 года находились редакция и типография газеты «Терские ведомости», которая была официальным печатным органом Терской области.
В советское время в здании работала швейная мастерская, позднее здесь был открыт «Дом книги», который действует до настоящего времени.
13 ноября 2015 года на стене дома была установлена мемориальная доска, посвящённая газете «Терские ведомости» (автор — скульптор Георгий Сабеев). На здании также установлена мемориальная доска писателю Газаку Тогузову, который проживал в этом доме.

## Галерея
- Мемориальная доска Газаку Иласовичу Тогузову
- Мемориальная доска газете «Терские ведомости»